# Street Runner
Street Runner è un singolo del rapper statunitense Rod Wave, pubblicato il 10 marzo 2021 come primo estratto dal terzo album in studio SoulFly.

## Video musicale
Il video musicale, diretto da Rod Wave stesso, Yawn Rico ed Eye 4 Production, è stato reso disponibile su YouTube in contemporanea con l'uscita del singolo.

## Tracce
Testi e musiche di Rodarius Green, Lukas Payne, Sterling Reynolds, Thomas Horton e Ruth Berhe.
1. Street Runner – 4:12

## Classifiche
| Classifica (2021) | Posizione massima |
| ----------------- | ----------------- |
| Stati Uniti       | 16                |
| Stati Uniti (R&B) | 9                 |